# Henning Carlsen
Pour les articles homonymes, voir Carlsen.
Henning Carlsen, né le 4 juin 1927 à Aalborg (Danemark) et mort le 30 mai 2014 à Copenhague, est un réalisateur et scénariste danois.

## Biographie
Après avoir essayé d'embrasser une carrière de médecin, Henning Carlsen s'oriente vers le cinéma et devient l'assistant de Theodor Christensen, le fondateur du mouvement documentariste danois de l'après-guerre. Au cours des années cinquante, il participe essentiellement à la production de films publicitaires et de documentaires. En 1958, il réalise un documentaire sur une compagnie danoise fabriquant des chauffages en Afrique du Sud, où il peut observer le travail de Lionel Rogosin sur le film Come Back, Africa. Quatre ans plus tard, fait original et périlleux à la fois, il retourne dans ce pays pour y filmer clandestinement à Johannesbourg, Dilemma (da), d'après un roman anti-apartheid de Nadine Gordimer, Un monde d’étrangers (A World of Strangers). Ce film obtient le premier prix au festival cinématographique de Mannheim en 1962. Lorens Marmstedt, un producteur suédois indépendant, lui offre sa réelle première chance avec la réalisation à Stockholm de Tendres Chattes (sv) (Kattorna) en 1965. Mais, c'est surtout La Faim (Sult), adaptation du roman de Knut Hamsun (1966), qui demeure son film le plus connu et qui fut récompensé au Festival de Cannes 1966. En 1982, Henning Carlsen réalise un film largement autobiographique Pengene eller livet (da).
« Il y a, dans le meilleur de l'œuvre de Carlsen, une singulière beauté plastique que vient rehausser une sympathie profonde pour tel ou tel être humain, dont le visage se dégage de la masse anonyme comme celui de ces hallucinés qu'on voit sur les gravures et les toiles d'un autre artiste scandinave, Edvard Munch » Peter Cowie, historien du cinéma nordique.
Henning Carlsen fut, de 1968 à 1981, directeur du prestigieux cinéma Dagmar Theatret à Copenhague, succédant à Carl Theodor Dreyer.

## Filmographie sélective

### comme réalisateur
- 1962 : Dilemma (da)
- 1963 : Hvad med os? (da)
- 1965 : Tendres Chattes (sv) (Kattorna)
- 1966 : La Faim (Sult)
- 1967 : Sophie de 6 à 9 (Människor möts och ljuv musik uppstår a hjärtat)
- 1969 : Klabautermanden (da)
- 1972 : Comment faire partie de l'orchestre ? (Man sku' være noget ved musikken)
- 1975 : Un divorce heureux
- 1978 : Hør, var der ikke en som lo? (da)
- 1982 : Pengene eller livet (da)
- 1986 : Gauguin, le loup dans le soleil (Oviri)
- 1995 : Pan (no)
- 1998 : I Wonder Who's Kissing You Now? (da)
- 2005 : Springet (da)
- 2012 : Mémoire de mes putains tristes (Memoria de mis putas tristes)